# Черниговская фабрика лозовых изделий
Черниговская фабрика лозовых изделий (укр. Чернігівська фабрика лозових виробів) — предприятие лесной промышленности на Украине, занятое в мебельной отрасли, расположенное на территории Новозаводского района Чернигова.

## История
В 1930-х годах была основана артель «Лозовик». В послевоенные годы возобновила свою работу. В 1969 году на её базе была создана «Черниговская фабрика лозовой мебели», с того же года — «Черниговская главная исследовательски-экспериментальная фабрика лозовых изделий», которая подчинялась Министерству местспецпрома УССР. Фабрика производит гарнитуры плетённой мебели (столы, кресла, диванчики, детские стульчики), корзины, декоративные вазы, плакетки, хлебницы, подставки, корзины для цветов и прочие изделия. Изделия отличаются оригинальностью формы и декора. Среди мастеров на фабрике работали: В. О. Кирик, Е. И. Петренко, М. М. Струк, М. И. Хоменок и другие. Фабрика была базовым предприятием по подготовке мастеров лозоплетения.

## Описание
15 апреля 2011 года было создано ООО «Черниговская фабрика лозовых изделий» с размером статутного капитала 5,5 млн грн. Уполномоченное лицо — Дмитрий Николаевич Отрошко. Основатель и конечный бенефициар — Шуляк Елена Петровна.
На 2019 год активы составили ▲ 4,2-4,4 млн грн., выручка (оборот) — ▲ 2,1-2,2 млн грн. (в том числе 395 тыс. грн. госзакупки), обязательства — ▲ 600—610 тыс. грн. Внешнеэкономическая деятельность на 2012 год: объём импорта 100—150 тыс. грн., доход от экспорта до 100 тыс. грн., а на 2021 год соответственно 150—200 тыс. грн. и отсутствует.
Деятельность предприятия:
1. основной — Производство другой мебели
2. Производство кухонной мебели
3. Производство готовых текстильных изделий, кроме одежды
4. Производство других изделий из древесины; изготовление изделий из пробки, соломки и растительных материалов для плетения.
5. Оптовая торговля текстильными товарами
6. Оптовая торговля мебелью, коврами и осветительными принадлежностями
7. Оптовая торговля офисной мебелью
8. Предоставление в аренду других машин, оборудования и товаров, н.в. д.г.
9. Ремонт мебели и домашней утвари
10. Неспециализированная оптовая торговля
11. Другие виды розничной торговли в неспециализированных магазинах
12. Другие виды розничной торговли вне магазинов
13. Покупка и продажа собственного недвижимого имущества
14. Предоставление в аренду и эксплуатацию собственного или арендованного недвижимого имущества
15. Предоставление в аренду грузовых автомобилей